# Olgierd Górka
Olgierd Aleksander Górka (ur. 12 grudnia 1887 w Rawie Ruskiej, zm. 26 listopada 1955 w Warszawie) – polski historyk, publicysta, działacz polityczny i dyplomata, major dyplomowany kawalerii Wojska Polskiego, kawaler Orderu Virtuti Militari.

## Życiorys

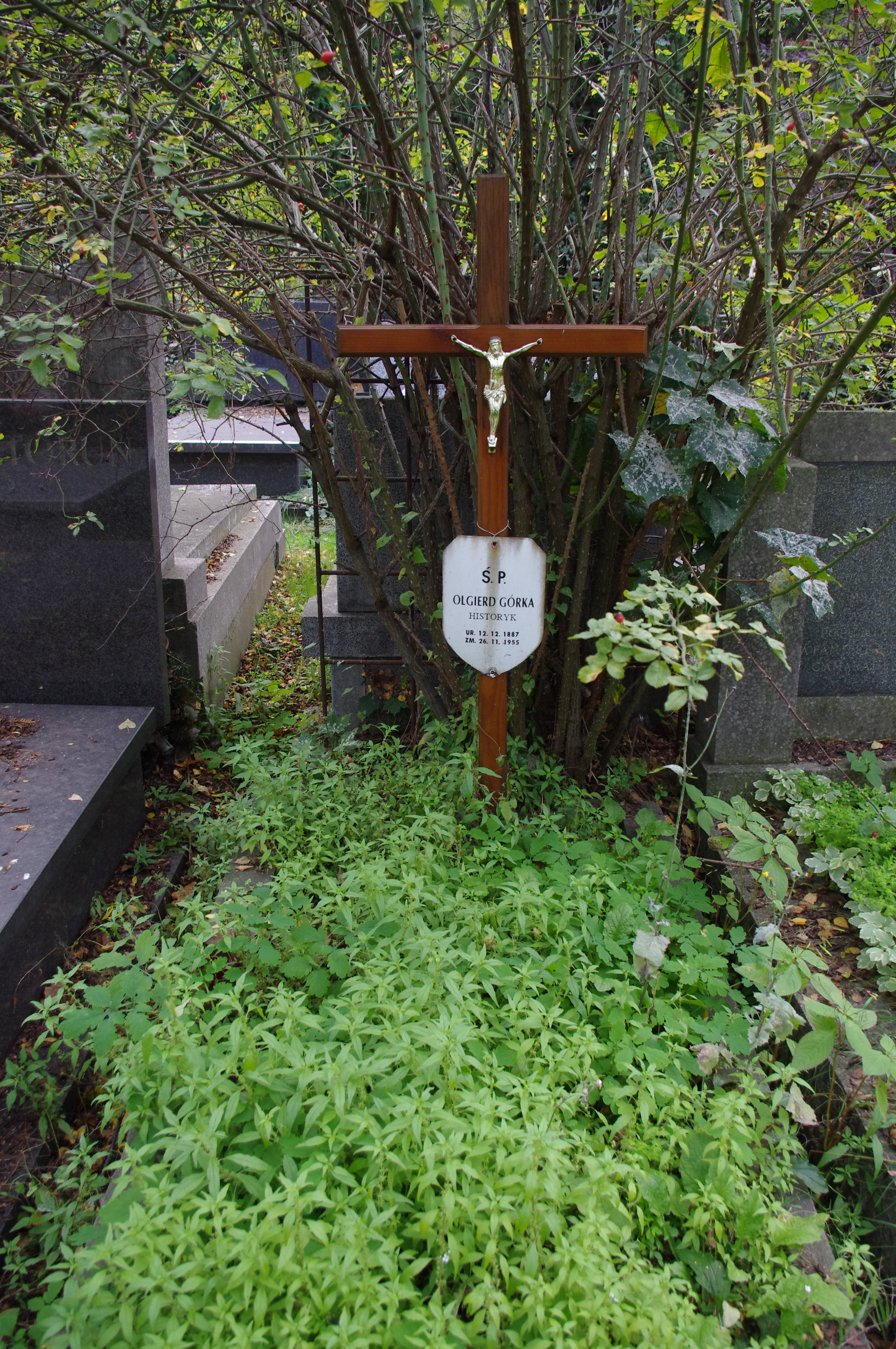
Grób Olgierda Górki na Cmentarzu Wojskowym na Powązkach w Warszawie

W 1911 obronił dysertację na Uniwersytecie Lwowskim poświęconą klasztorowi w Lubiążu. W czasie I wojny światowej walczył w Legionach Polskich. Służbę pełnił w 2 pułku ułanów i c. i k. Komedzie II Brygady Legionów Polskich. Był pracownikiem Biura Komisji Wojskowej Tymczasowej Rady Stanu od 27 lipca 1917 roku.
W latach 1919-1920 był attaché wojskowym w Bernie, a w 1921 w Bukareszcie. Po powrocie do kraju pełnił służbę w 27 pułku ułanów w Nieświeżu. 3 maja 1922 roku został zweryfikowany w stopniu majora ze starszeństwem z dniem 1 czerwca 1919 roku i 26. lokatą w korpusie oficerów jazdy. 3 listopada 1922 roku został przydzielony do Wyższej Szkoły Wojennej w Warszawie, w charakterze słuchacza II Kursu Doszkolenia. 15 października 1923 roku, po ukończeniu kursu i otrzymaniu dyplomu naukowego oficera Sztabu Generalnego, został przydzielony do 7 pułku ułanów lubelskich w Mińsku Mazowieckim. 20 października 1924 roku został odkomenderowany do Inspektoratu Armii Nr I na okres trzech tygodni. Z dniem 1 lutego 1925 roku został odkomenderowany do 5 Samodzielnej Brygady Kawalerii w Krakowie w charakterze szefa sztabu. Z dniem 31 maja 1925 roku został przeniesiony do rezerwy. W 1934 roku pozostawał w ewidencji Powiatowej Komendy Uzupełnień Warszawa Miasto III. Posiadał przydział do Oficerskiej Kadry Okręgowej Nr I.
Po zakończeniu czynnej służby wojskowej pracował jako wykładowca Uniwersytetów: Jana Kazimierza i Jagiellońskiego. Był członkiem Towarzystwa Naukowego we Lwowie. W 1931 rozpoczął pracę na Uniwersytecie Warszawskim, będąc jednocześnie sekretarzem (wicedyrektorem) Instytutu Wschodniego – pionierskiej placówki sowietologicznej. Wchodził w skład Komitetu Budowy Meczetu w Warszawie.
Po agresji Niemiec i ZSRR na Polskę w 1939 udał się przez Rumunię do Francji, a później Wielkiej Brytanii. Pracował w Rządzie RP na uchodźstwie jako dyrektor Departamentu Spraw Narodowościowych (w głównym obszarze jego zainteresowań znajdowała się tematyka żydowska). Był jednocześnie przewodniczącym Rady Polaków w Wielkiej Brytanii oraz działaczem emigracyjnym Stronnictwa Demokratycznego.
W grudniu 1944 podał się do dymisji na skutek rozbieżności zdań z Tomaszem Arciszewskim odnośnie do stosunku do Związku Sowieckiego. Po powrocie do Polski w 1945 stanął na czele Biura Spraw Żydowskich Ministerstwa Spraw Zagranicznych (1946–1947), po czym został mianowany konsulem generalnym RP w Jerozolimie (do 1952). Po powrocie do kraju kontynuował pracę wykładowcy na Uniwersytecie Warszawskim.
W obszarze jego zainteresowań badawczych leżały stosunki Polski z krajami bałkańskimi, Turcją i Chanatem Krymskim. Był poliglotą, znał m.in. turecki i tatarski. Jego publicystyka, krytyczna w stosunku do mitów narodowych, budziła kontrowersje (m.in. słynna praca poświęcona Trylogii Henryka Sienkiewicza, zresztą główne tezy tej pracy zostały już obalone).
Jest pochowany na Cmentarzu Wojskowym na Powązkach (kwatera B 2-9-12).
Materiały archiwalne Olgierda Górki znajdują się w PAN Archiwum w Warszawie pod sygnaturą III-63.

## Ordery i odznaczenia
- Krzyż Srebrny Orderu Wojskowego Virtuti Militari[14]
- Krzyż Niepodległości
- Krzyż Walecznych dwukrotnie[14]
- Srebrny Wawrzyn Akademicki (7 listopada 1936)[15].
- Krzyż Komandorski Orderu Korony Rumunii[14]

## Wybrane publikacje
- Przyczynki do dyplomatyki polskiej XII wieku, Lwów 1911.
- Studya nad dziejami Śląska. Najstarsza tradycya opactwa Cystersów w Lubiążu, Lwów: A. Altenberg 1911.
- Über die Anfänge des Klosters Leubus, Breslau: F. Hirt 1913.
- Odczyt w drugą rocznicę wyruszenia w pole II Brygady Legionów POlskich 30.IX 1914 – 30.IX 1916, 1916.
- Anonymi descriptio Europae Orientalis „Imperium Constantinopolitanum, Albania, Serbia, Bulgaria, Ruthenia, Ungaria, Polonia, Bohemia” anno MCCCVIII exarata ed., praef. et adnotationibus instruxit Olgierd Górka, Cracoviae: Gebethner sumptibus Academiae Litterarum 1916.
- Studya nad dziejami Śląska: najstarsza tradycya opactwa Cystersów w Lubiążu, Wyd. A. Altenberg, Lwów 1911.
- Bohaterowie krzyża, Warszawa: „Rój” 1925.
- Śmierć w purpurze: Cezar, Kleopatra, Warszawa: „Rój” 1925.
- Stan badań i zadania historjografji stosunków polsko-rumuńskich, Lwów 1926.
- W majestacie śmierci: (Jan Luksemburczyk; doża Marino Falieri; Joanna D’Arc), Warszawa: „Rój” 1926.
- La chronique de l'époque d’Etienne le Grand de Moldavie, soit la source la plus ancienne mais jusqu’ici inconnue de l’historiographie roumaine = Kronika z czasów Stefana Wielkiego Mołdawskiego. Nieznane najstarsze źródło rumuńskiej historjografji, Kraków 1929.
- Najstarsza historjografja rumuńska, Lwów 1930.
- Dziejowa rzeczywistość a racja stanu Polski na południowym Wschodzie, Warszawa 1933.
- „Białogród i Kilja, a wyprawa 1497 r.” = Bélograd (Akkerman) et Kilia et la compagne de 1497, Warszawa: Societas Scientiarum Varsaviensis 1932.
- Na marginesie propagandowej obrony Pomorza, Warszawa 1933.
- Zagadnienie czarnomorskie w polityce polskiego średniowiecza. Cz. 1, 1359-1450, Warszawa 1933.
- „Ogniem i mieczem” a rzeczywistość historyczna, Libraria Nova, Warszawa 1934 (wyd. 2 oprac., posłowie Przebieg wydarzeń w powstaniu Chmielnickiego 1648-1651 i przypisami opatrzył Wiesław Majewski, Warszawa: Wydawnictwo Ministerstwa Obrony Narodowej 1986).
- Uwagi orjentacyjne o Tatarach polskich i obcych = (Remarques d’orientation sur les Tartares en Pologne et dans les autres pays), Zamość 1935.
- Optymizm a pesymizm w historjografji polskiej. Odwrócenie pojęć, Lwów: Polskie Towarzystwo Historyczne 1935.
- Liczebność Tatarów krymskich i ich wojsk, Warszawa 1936.
- Rola ludzi a warunków w tworzeniu Europy Wschodniej XX wieku, Warszawa 1936.
- Naród a państwo jako zagadnienie Polski, Warszawa 1937.
- Nieznany żywot Bajezida II źródłem dla wyprawy czarnomorskiej i najazdów Turków za Jana Olbrachta, Lwów 1938.
- Outline of Polish history: past and present, Jerozolima 1939 (wyd. 2 London: M. I. Kolin 1942).
- Legenda a rzeczywistość obrony Częstochowy w roku 1655, Warszawa: Państwowe Wydawnictwo Naukowe 1957.
- Historia Chana Islam Gereja III/Hadży Mehmed Senai z Krymu (uzup. i komentarze wraz ze Zbigniewem Wójcikiem, red. naukowa Zbigniew Wójcik), Państwowe Wydawnictwo Naukowe, Warszawa 1971.

## Awanse
- chorąży – 4 listopada 1914
- podporucznik – 25 czerwca 1915
- porucznik – 1 lipca 1916